# Uroš Delić
Uroš Delić (en serbe en écriture cyrillique : Урош Делић), né le 10 août 1987 à Nikšić en Yougoslavie (auj. au Monténégro), est un footballeur monténégrin. Il évolue actuellement au Kyzylzhar Petropavlovsk au poste de milieu de terrain.

## Carrière
Delić fait ses débuts pour le club du FK Rad Belgrade en 2007. 
En 2011, il rejoint le championnat de Belgique, et le club du Beerschot AC. En janvier 2013, il est prêté à l'Eendracht Alost.